# Hugues de Surgères
Hugues de Surgères (deutsch: Hugo; † 1212 in Akkon, heutiges Israel) war ein Vizegraf von Châtellerault und Kreuzfahrer. Er gehörte der Burgherrenfamilie von Surgères an.
Hugo wurde 1204 von König Philipp II. August mit der Vizegrafschaft Châtellerault belehnt, nachdem dieser kurz zuvor in Poitiers im Kampf gegen Johann Ohneland eingezogen war. Der vorherige Vizegraf, Hugo III., war zuvor in der Gefangenschaft des englischen Königs gestorben. Gemeinsam mit den Lusignan-Brüdern Hugues IX. le Brun und Raoul de Issoudun belagerte er um die Jahre 1205/07 Savary de Mauléon, den Seneschall Johanns im Poitou, in der Burg von Niort. In diesem Kontext wurde er in einer normannischen Chronik fälschlich als Bruder der Lusignans bezeichnet.
Seine Loyalität gegenüber König Philipp II. August untermauerte Hugo durch eine Huldigung im Jahr 1209. Offenbar darauf begab er sich auf eine bewaffnete Pilgerfahrt in das heilige Land, wo er 1212 in Akkon starb. In Châtellerault wurde er von Clémence beerbt, der Tochter seines Vorgängers Hugo III.